# Rådbråkning

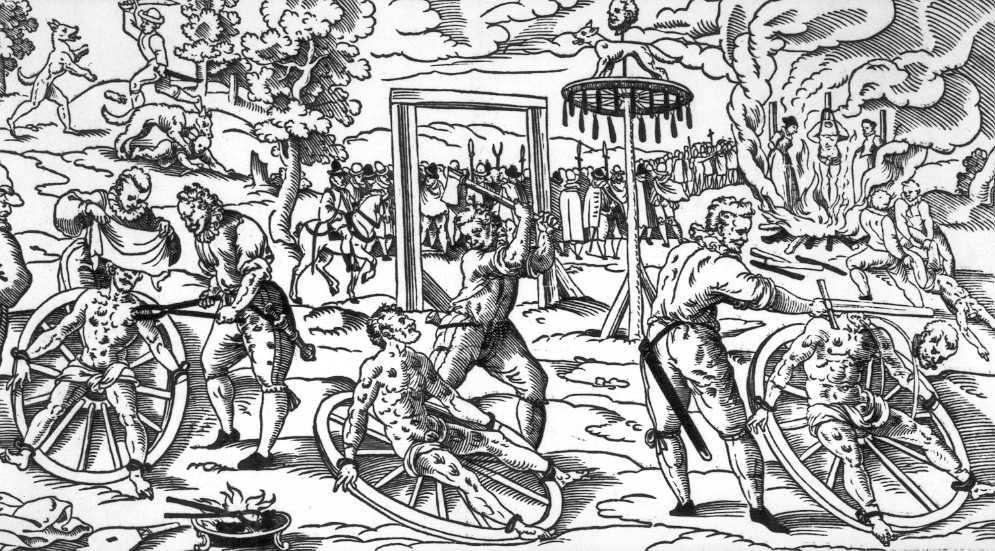
Tyskt träsnitt som skildrar rådbråkningen av Peter Stubbe, steg för steg.

Rådbråkning är ett avrättningssätt där den dömde avlivades genom att lemmarna krossades. Oftast skedde detta med hjälp av ett hjul (”rådbråka” från tyskans Rad, ”hjul”, resp. brechen, ”bräcka, bryta”) i vilket kroppen flätades in. Rådbråkning används även i överförd betydelse om ”kraftig misshandel” i bildligt avseende, exempelvis känslomässigt.
Ordet används stundom synonymt med stegling, vilket i striktare mening endast avser uppfästandet, medan rådbråkning är krossandet av lemmarna. Uttrycket stegling och rådbråkning omfattar då bägge delarna, men stegling kunde ske efter annan (mindre tortyrartad) avrättningsmetod, vanligen halshuggning, och syftade då endast till att skrämma folket med uppvisning av den avrättade. Dock förekom det att folk som uppgavs som steglade först avrättats med tortyrmetoder som spetsning eller genom att få inälvorna utdragna. Dessa senare exempel förekom till exempel under skånska kriget.
Rådbråkning var en form av skärpt dödsstraff, ett förstärkt lidande. Hjulet kunde användas som antingen tillhygge eller för att hålla fast den bestraffade, så att det uppkom skarpa kanter mot vilka man kunde knäcka benen i kroppen med tillhyggen. En speciell teknik användes för att inte skada huvudet eller inre organ så mycket att den dömde riskerade att dö innan straffet var utfört. Ursprungligen ska den avrättade ha placerats i hjulet medan han ännu var i livet och sedan kunnat få lida i flera dagars tid innan döden inträdde. Den dödes kropp, på hjulet, ska sedan ha ställts ut till allmänt beskådande.
Rådbråkning förekom under antiken. Bland annat blev heliga Katarina av Alexandria på 300-talet dömd till detta, enligt sin hagiografi, vilket gett upphov till benämningen ”Katarina-hjul” i olika språk. Den är känd som bestraffningsmetod i Europa sedan medeltiden och har använts i många västeuropeiska länder, samt i Nordamerika, under 1500–1800-talen. Senaste dokumenterade fallet var 1841 i Preussen, som var sist att förbjuda metoden i Tyskland.

## I Sverige
I Stockholms tänkeböcker nämns några fall av rådbråkning. Bland annat dömdes Matz Hinrichson 1580 att få ben och armar avslagna för äktenskapsbrott innan han halshöggs. Under Skånska kriget (1675–1679) blev tillfångatagna snapphanar avrättade genom rådbråkning vid minst ett tillfälle. Ett exempel är efter den danska kapitulationen av Kristianopel 1677 då runt 70 snapphanar avrättades medan de danska reguljära förbanden fick avtåga i fred. Två av de sista som levande rådbråkades i Sverige var den 27-årige soldaten Erik Nilsson som efter domskärpning av Svea hovrätt år 1709 dömdes för mordbrand och mord samt den mer kända avrättningen av den baltiske adelsmannen Johann Patkul år 1707. Patkul anklagades från svensk sida för landsförräderi men ansåg själv att han kämpade för sitt folks frihet från svenskarna. År 1711 rådbråkades också fänriken Otto Ferdinand von Fissbach efter att ha mördat ryttarmästaren Christer Balthasar von Dellinghausen. Den sista kända rådbråkningen i Sverige verkställdes år 1726 på soldaten O. Dahlström för mord, och metoden synes inte ha kommit till användning mera efter 1734 års lag. Fram till 1835 kunde man vid förbrytelser mot skeppsbrutna dömas till straffet, och 1841 förbjöds alla skärpta dödsstraff i Sverige, då humanismen kommit att påverka synen på rättskipningen.